# Ойген Майндль
О́йген Майндль (нім. Eugen Meindl; нар. 16 липня 1892, Донауешинген — пом. 24 січня 1951, Мюнхен) — німецький воєначальник, генерал парашутних військ повітрянодесантних військ Третього Рейху в роки Другої світової війни 1939–1945, кавалер Лицарського хреста з Дубовим листям і Мечами.

## Біографія
Військова кар'єра
- 27 липня 1912 — фанен-юнкер
- 22 березня 1913 — фенріх
- 17 лютого 1914 [1] — лейтенант
- 18 квітня 1917 — оберлейтенант
- 1 серпня 1924 — гауптман
- 1 квітня 1934 — майор
- 1 серпня 1936 — оберстлейтенант
- 1 квітня 1939 — оберст
- 1 січня 1941 — генерал-майор
- 1 лютого 1943 — генерал-лейтенант
- 1 квітня 1944 — генерал парашутних військ

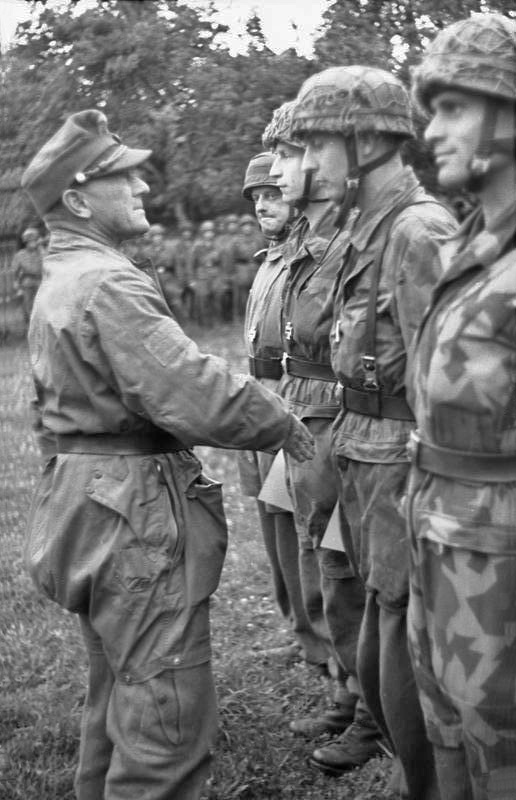
Генерал Майндль вручає нагороди парашутистам (Франція, 21 червня 1944).

27 липня 1912 року вступив в 67-й артилерійський полк. Учасник Першої світової війни, командир батареї, ад'ютант свого полку, потім — 52-го артилерійського командування. Після демобілізації залишений в рейхсвері, служив в артилерії. 1 жовтня 1925 року переведений в штабу 5-ї дивізії, а 1 жовтня 1926 року — у Військове управління Імперського військового міністерства. З 1 жовтня 1927 року — співробітник штабу 2-го дивізіону 5-го артилерійського полку, з 1 жовтня 1928 року — командир ескадрону 5-го транспортного батальйону. 1 жовтня 1928 року переведений в штаб 5-го артилерійського полку, з 15 вересня 1933 року — полковий ад'ютант, одночасно викладав в артилерійському училищі в Ютербозі. 15 жовтня 1935 року призначений командиром 1-го дивізіону 5-го артилерійського полку.
З 10 листопада 1938 року — командиром 112-го гірського артилерійського полку. Під час Норвезької кампанії командував групою «Майндль» в Нарвіку. 1 серпня 1940 року зарахований в резерв при штабі 18-го військового округу. 10 серпня переведений в парашутні війська. 1 вересня 1940 року призначений командиром 1-го штурмового авіадесантного полку. З 16 травня по 1 червня 1941 року командував бойовою групою «Захід», на чолі якої брав участь в операції із захоплення Криту, був тяжко поранений. Учасник Німецько-радянської війни. В січні 1942 року прибув під Юхнов, де сформував бойовий (моторизований) загін люфтваффе «Майндль», куди увійшли розрізнені наземні частини люфтваффе, та організував оборону авіабази. З 26 лютого 1942 року — командир дивізії «Майндль», яка пізніше була переформована в 21-у авіапольову дивізію. З 1 жовтня 1942 по 1 серпня 1943 року — командир 13-го авіаційного корпусу (який також називався 1-м авіапольовим корпусом). Одночасно з 15 червня по 20 липня 1943 року був відряджений у 18-у інспекцію ОКЛ, яка займалася питаннями формування авіапольових дивізій. З 31 липня 1943 року — інспектор авіапольових частин. 5 листопада 1943 року призначений командиром 2-го парашутного корпусу, сформованого на базі штабу 13-го корпусу, і залишався на цій посаді до кінця війни. 25 травня 1945 року інтернований союзниками. 29 вересня 1947 року звільнений.

## Нагороди
- Залізний хрест (Королівство Пруссія)
  - 2-го класу (18 липня 1915)
  - 1-го класу (17 січня 1916)
- Орден Альберта (Саксонія), лицарський хрест 2-го класу з мечами
- Орден Церінгенського лева, лицарський хрест 2-го класу з мечами (Велике герцогство Баден)
- Хрест «За військові заслуги» (Австро-Угорщина) 3-го класу з військовою відзнакою
- Військова медаль (Османська імперія)
- Почесний хрест ветерана війни з мечами
- Медаль «За вислугу років у Вермахті» 4-го, 3-го, 2-го і 1-го класу (25 років)
- Застібка до Залізного хреста
  - 2-го класу (22 березня 1939)
  - 1-го класу (10 червня 1940)
- Знак парашутиста Німеччини
- Нарвікський щит (10 листопада 1940)
- Лицарський хрест Залізного хреста з дубовим листям і мечами
  - Лицарський хрест (14 червня 1941)
  - Дубове листя (№ 564; 31 серпня 1944)
  - Мечі (№ 155; 8 травня 1945)
- Нагрудний знак «За поранення» в чорному (25 жовтня 1941)
- Німецький хрест в золоті (27 липня 1942)
- Медаль «За зимову кампанію на Сході 1941/42» (9 серпня 1942)
- Нарукавна стрічка «Крит» (25 травня 1943)